# Monthly Morning Two
Morning Two (モーニングtwo, Mōningu two) est un magazine de prépublication de mangas mensuel de type seinen publié par Kōdansha depuis 2006. Il s'agit d'un magazine dérivé du Morning. Le rédacteur en chef est Eijiro Shimada, également rédacteur en chef adjoint du Morning.
Publié au départ de manière bimensuelle sous le titre Morning 2 (モーニング2) , le magazine devient bimestriel à partir du numéro 4 en août 2007. Il est renommé Morning Two (モーニング・ツー, Mōningu tsū) à partir du numéro 9 en avril 2008, où il passe à un rythme mensuel. Le titre change de nouveau pour Monthly Morning Two (月刊モーニングtwo, Gekkan mōningu two) à partir du numéro 63, publié le 22 octobre 2012.
En août 2022, le magazine devient publié uniquement numériquement avec une mise à jour chaque semaine.

## Mangas parus dans leMorning Two
- Les Vacances de Jésus et Bouddha
- L'Atelier des sorciers